# ناتالی مارس
ناتالی مارس (انگلیسی: Natalie Mars؛ زادهٔ ۳ فوریهٔ ۱۹۸۴) بازیگر پورنوگرافی اهل ایالات متحده آمریکا است.
او یک زن ترنس است.